# Давидово (Силистренская область)
Давидово (болг. Давидово) — село в Болгарии. Находится в Силистренской области, входит в общину Кайнарджа. Население составляет 181 человек.

## Политическая ситуация
В местном кметстве Давидово, в состав которого входит Давидово, должность кмета (старосты) исполняет Сали Алиосман Мехмед (Движение за права и свободы (ДПС)) по результатам выборов.
Кмет (мэр) общины Кайнарджа — Любен Жеков Сивев (инициативный комитет) по результатам выборов.